# Nolan Bernat
Nolan Christopher Bernat (Bartlett, 20 marzo 1998) è un giocatore di football americano statunitense, che gioca come defensive back per i Cuiabá Arsenal.
Dopo aver giocato per 2 squadre universitarie è passato ai finlandesi Helsinki Roosters. Ha successivamente firmato con gli statunitensi Gillette Mustangs, per poi andare a giocare in Brasile ai Cuiabá Arsenal.